# アストライオス航空
アストライオス航空（英語：Astraeus）はイギリスのクローリーに存在した航空会社。旅客チャーター事業も行っていたが、ウェットリース事業を中心であった。また、アイアン・メイデンのボーカリストとして有名なブルース・ディッキンソンは、同社でボーイング757のパイロットを務めていた。アイアン・メイデン塗装も存在した。事業停止後、ブルース・ディッキンソンはカーディフ・アヴィエーション社を立ち上げ、アイアン・メイデン塗装の機材を保有している。

## 機材

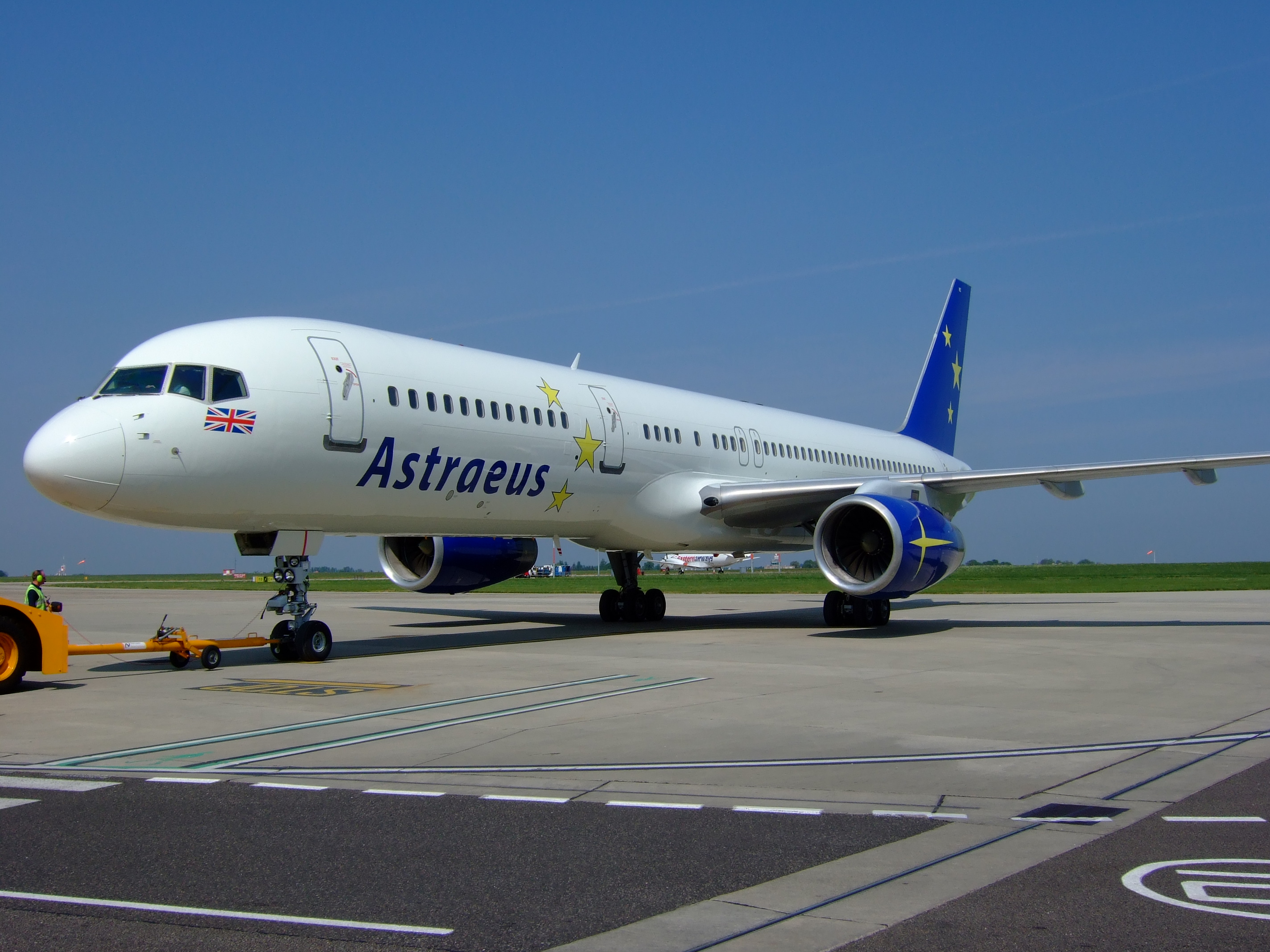
ボーイング757-200(2007年)

- エアバスA320-200：1機
- ボーイング737-500：1機
- ボーイング737-700：3機
- ボーイング757-200：5機

合計：10機